# Bazuka
Bazuka  (ang.Bazooka, vzdevek tudi "Stovepipe") je splošna oznaka za človeško prenosljive izstreljevalce protioklepnih (protitankovskih) nevodljivih raket. Lahko se uporabljajo tudi proti strojničnim gnezdom, pehoti, bunkerjem, zgradbam in drugim ciljem. Na bazuke se lahko namesti več različnih bojnih glav, odvisno od cilja. Rakete uporabljajo za pogon trdogorivni raketni motor, tako kot večina raketnega orožja. Bazuke so sorazmerno poceni in efektivno orožje. Ime "bazuka", naj bi bilo zaradi podobnosti glasbenem instrumentu, ki ga je izumil Bob Burns.
Uporabljale so se med 2. svetovno, Korejsko, Vietnamsko vojno in drugih vojaških konfliktih.

## Specifikacije

### M1
- Dolžina: 137 cm
- Kaliber: 57 mm (2,36")
- Teža: 5,9 kg
- Bojna glava: M6 oblikovan naboj (1,59 kg)
- Največji doseg: 370 m
- Efektivna razdalja: 140 m
- Izstopna hitrost: 80,77 m/s
- Posadka: 2